# Les Chaussons rouges
Pour l’article homonyme, voir Les Chaussons rouges (conte).
Pour plus de détails, voir Fiche technique et Distribution.
Les Chaussons rouges (The Red Shoes) est un film britannique réalisé par Michael Powell et Emeric Pressburger, sorti en 1948.

## Synopsis
Julian Craster est un jeune compositeur inconnu qui étudie au Conservatoire de Londres. Il découvre que son maître lui a volé l'une de ses œuvres et l'a intégrée dans la partition d'un nouveau ballet - inspiré du conte homonyme de Hans Christian Andersen - qu'il dirige à Covent Garden. Julian se plaint à Boris Lermontov, l'impresario de cette célèbre troupe de danseurs, qui minimise l'incident et en réponse lui propose un poste dans la troupe qui le conduit à une grande carrière.
Victoria Page est quant à elle une jeune ballerine pleine d'ambition qui tente d'intégrer le Ballet Lermontov à l'aide de sa tante Lady Neston, une aristocrate et mécène qui organise une soirée afin de présenter sa nièce à l'influent Boris Lermontov, qui refusera de la voir danser.

## Fiche technique
- Titre original : The Red Shoes
- Titre français : Les Chaussons rouges
- Réalisation : Michael Powell & Emeric Pressburger
- Assistant réalisateur : Sydney S. Streeter
- Scénario : Michael Powell et Emeric Pressburger, d'après le conte de Hans Christian Andersen
- Dialogues additionnels : Keith Winter
- Direction artistique : Hein Heckroth, Arthur Lawson
- Costumes : Dorothy Edwards
  - Costumes de Moira Shearer : Jacques Fath de Paris et Mattli de Londres
  - Costumes de Ludmilla Tcherina : Carven de Paris
- Photographie : Jack Cardiff, assisté de Christopher Challis (cadreur)
- Son : Charles Poulton
- Montage : Reginald Mills
- Musique  : Brian Easdale et The Royal Philharmonic Orchestra
  - Scène du café de Paris : Ted Heath et Kenny Baker Swing Group
  - Aria interprété par Margherita Grandi
- Chorégraphie 
  - Ballet des Chaussons Rouges : Robert Helpmann
  - Le Cordonnier : créé et dansé par Leonide Massine
- Direction musicale : Thomas Beecham (The Royal Philharmonic Orchestra)
- Production : Michael Powell et Emeric Pressburger
- Assistant à la production : George R. Busby
- Sociétés de production : Independent Producers, Archers Film Productions, The Rank Organisation
- Sociétés de distribution :
  -  Royaume-Uni : General Film Distributors
  -  France : Pathé Consortium Cinéma
- Pays d'origine :  Royaume-Uni
- Langue originale : anglais
- Format : couleur (Technicolor) — 35 mm — 1,37:1 — son Mono (Western Electric Recording)
- Composite photographique Technicolor : F. George Gunn & E. Hague
- Genre : Drame
- Durée : 134 minutes
- Dates de sortie :
  - Royaume-Uni : 6 septembre 1948
  - France : 10 juin 1949
- Affiche : Henri Cerutti (France)

## Distribution
- Anton Walbrook (VF : Jean Marchat) : Boris Lermontov
- Moira Shearer : Victoria Page, dite Vicky
- Marius Goring (VF : Yves Furet) : Julian Craster
- Ludmila Tcherina : Irina Boronskaya
- Leonide Massine (VF : Serge Nadaud) : Grischa Ljubov (prononcé « Lioubov »)
- Jean Short : Terry
- Robert Helpmann : Ivan Boleslawsky
- Albert Bassermann (VF : Paul Villé) : Sergei Ratov, le décorateur
- Esmond Knight (VF : Jean-Henri Chambois) : Livingstone 'Livy' Montagne, le chef d'orchestre
- Irene Browne (VF : Madeleine Briny) : Lady Neston
- George Woodbridge (non crédité) : le concierge de Covent Garden
- Marcel Poncin : M. Boudin

## Restauration
- Les Chaussons rouges a été restauré par UCLA Film & Television Archive en association avec le British Film Institute, The Film Foundation, ITV Global Entertainement Ltd. et Janus Films, sous la supervision de Robert Gitt, assisté de Barbara Whitehead
- Conseillers du projet : Margaret Bodde, Fiona Maxwell & Karen Stetler
- Consultants pour la restauration : Martin Scorsese & Thelma Schoonmaker Powell
- Restauration du film en numérique : Warner Bros. Motion Picture Imaging, en association avec Prasad Corporation Ltd (Inde) et MTI film (Hollywood, Californie)
- Coloriste : Ray Grabowski
- Durée version restaurée : 133 minutes
- Date de sortie : France : 7 avril 2010

## Récompenses
- En 1949, le film permit à Hein Heckroth et Arthur Lawson d'obtenir l'Oscar de la meilleure direction artistique pour un film en couleur et à Brian Easdale celui de la meilleure musique. Le film par ailleurs fut nommé pour son scénario, son montage et pour l'oscar du meilleur film.
- Le film obtint la même année le Golden Globe de la meilleure musique.
- Le film est classé dans les dix meilleurs films de tous les temps selon la presse sur le site Allociné[1], avec Les Moissons du ciel de Terrence Malick, Le Dictateur de Charlie Chaplin, Il était un père de Yasujiro Ozu, Le Mécano de la « General » de Clyde Bruckman & Buster Keaton, Douze hommes en colère de Sidney Lumet, Barry Lyndon de Stanley Kubrick, L'Éventail de Lady Windermere d'Ernst Lubitsch, La Nuit du chasseur de Charles Laughton et Raging Bull de Martin Scorsese, ces dix films ayant obtenu la note critique maximale de 5 étoiles.

## Influence
La séquence où Anton Walbrook assiste au spectacle depuis sa loge a directement inspiré Brian De Palma pour la scène de son film Phantom of the Paradise où Swan regarde des auditions derrière un miroir. Les Chaussons rouges est en effet pour Brian de Palma « le film parfait », à la fois « novateur » et « émouvant », une réussite de tous les points de vue et un des seuls films qu'il connaisse par cœur au point qu'il peut s'en repasser chaque image mentalement. Il juge que c'est le plus grand film qu'il ait vu à traiter de la création artistique, le ballet étant une « métaphore de toutes les œuvres artistiques. »
Le film influencera Kate Bush dans l'écriture de son album The Red Shoes.
En 2013, la chanteuse camerounaise Nico crée son groupe imaginaire, Nico and the Red Shoes, dont le nom vient de sa passion pour la danse et est un clin d'œil au film,.